# Benjamin Gerritsz. Cuyp
Benjamin Gerritsz. Cuyp (* im Dezember 1612 in Dordrecht; † am 28. August 1652 ebenda) war ein niederländischer Maler.

## Leben
Cuyp war ein Sohn des Malers und Glasmalers Gerrit Gerritsz. Cuyp d. Ä. (–Mai 1644) und dessen zweiter Ehefrau Everijnken (geborene Albertsdochter). Aus der ersten Ehe seines Vaters (⚭ 1585) mit Geerten (geborene Mathijsdochter, † 1601) hatte er sechs Halbgeschwister, darunter die Maler Abraham Gerritsz. Cuyp (etwa 1585 bis vor 1644, Maler und Glasmaler) und Jacob Gerritsz. Cuyp (1594–1651/52, Historien-, Porträt- und Tiermaler). Am 17. oder 27. Januar 1631 trat er zugleich mit seinem Bruder Gerrit Gerritsz. Cuyp d. J. (April 1603–nach 1644) in die Dordrechter Lukasgilde ein. Gemeinsam mit seinem Neffen Aalbert Cuyp (1620–1691) hatte er die Malerei bei seinem älteren Stiefbruder Jakob Gerrits Cuyp erlernt. Sein Stil wurde stark durch Rembrandt beeinflusst. Er malte neben biblischen Darstellungen mit kleinen Figuren auch Reitergefechte und Szenen aus dem bäuerlichen Leben im goldigen Farben. Er lebte seit 1643 in Den Haag, war jedoch am 27. Juli 1644 wieder in Dordrecht, wo im Mai sein Vaters verstorben war. Anschließend ging er für einige Zeit nach Utrecht. Am 6. August 1652 verfasste er im Haus seines Verwandten Jan Huymans in Dordrecht ein Testament und starb dort kurz darauf.

## Werke (Auswahl)

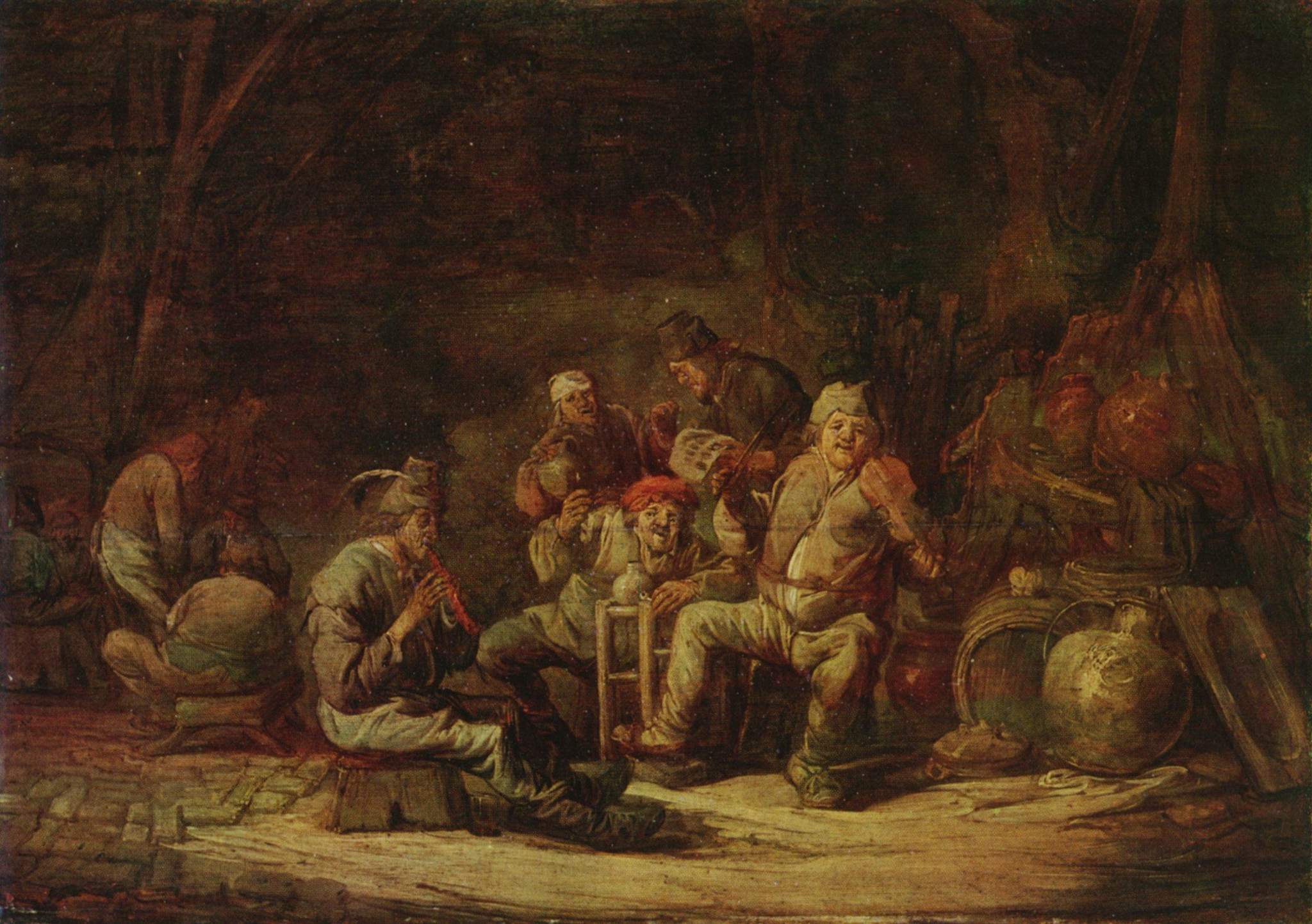
Bauern im Wirtshaus

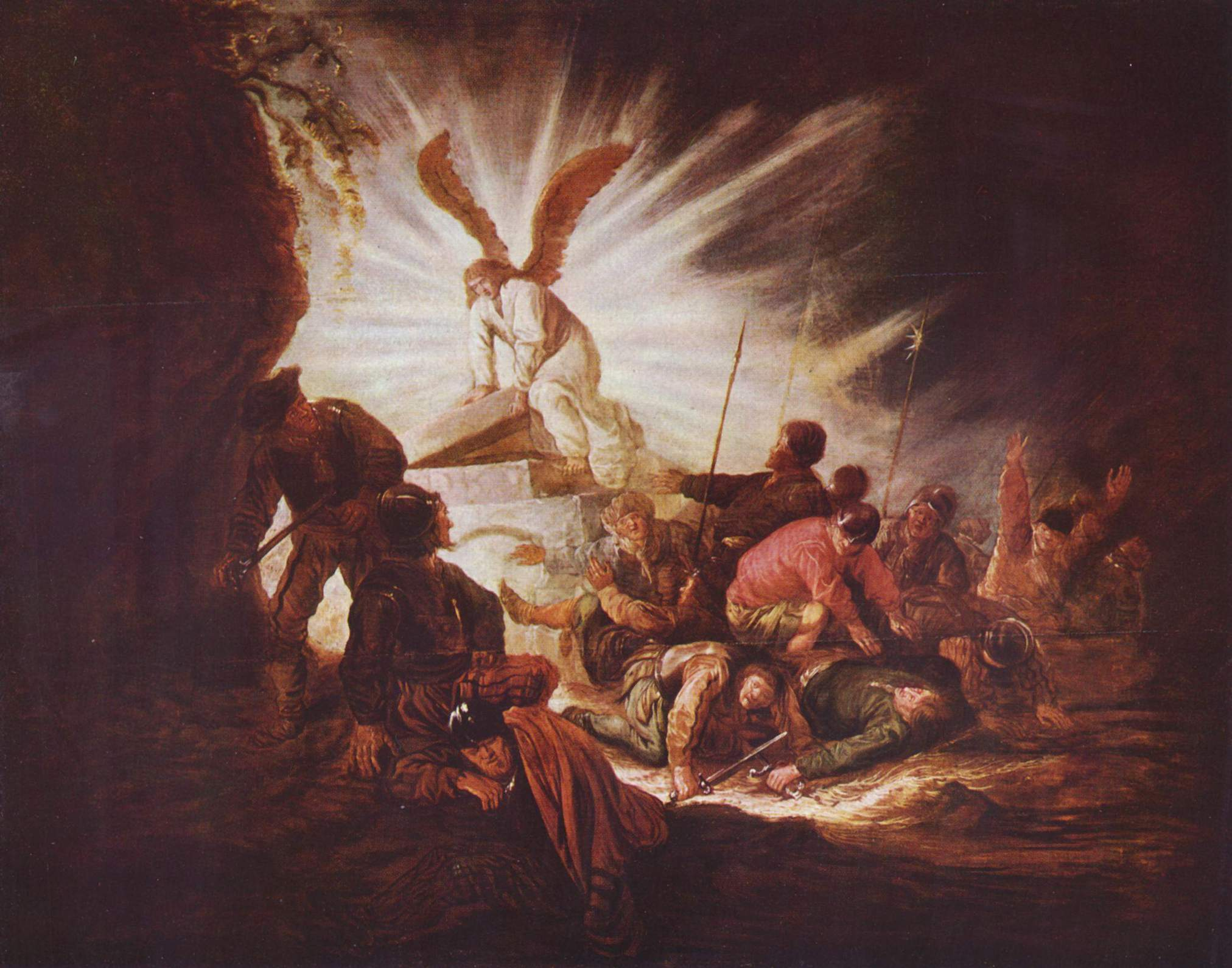
Der Engel öffnet das Grab Christi

- Joseph, die Träume des Mundschenken und des Bäckers im Gefängnisse auslegend (Amsterdam)
- Anbetung der Könige (Brüssel)
- Befreiung Petri aus dem Gefängnisse (Kollektion Habich, Kassel)
- Die Anbetung der Hirten in Öl auf Eichenholz, befindet sich im Niedersächsischen Landesmuseum für Kunst und Kulturgeschichte.
- Die Auferweckung des Lazarus kam in Privatbesitz
- 1645: Quacksalberinterieur mit vier Figuren (Glasgow)